# Style of Eye
Style of Eye är artistnamnet för den svenske discjockey och musikproducenten Linus Eklöw, född 29 augusti 1979 i Sundsvall. 
Han har skapat låtar som bland annat "I Love it" med Icona Pop, och "Taken Over" med Rebecca och Fiona.
År 2013 fick han skivkontrakt hos Sony Music. Sent 2013 släpptes singeln "Kids" (feat. Soso) som blev en hit på Sverigetopplistan och Digilistan 2014. Uppföljarsingeln "Love looks" som han gjorde tillsammans med Lars Allertz gick in på Digilistan 8 juni 2014. I september 2014 kom första albumet Footprints.
Han är också en av två medlemmar i Galantis.